# Persicaria odorata
Гірчак запашний, в'єтнамський коріандр — вид рослин родини гречкові (Polygonaceae).

## Назва
В англійській мові цю траву називають різними назвами за аналогією до популярних на Заході приправ - в'єтнамська чи камбоджійська м'ята, в'єтнамська кінза. В Індонезії та Малайзії поширена назва «daun kesum». В'єтнамською мовою гірчак запашний буде «rau răm», тайською — пхак пхай (тай. ผักไผ่). 

## Будова
Багаторічна рослина. Досягає висоти 15–30 см. Верхівка має темно-зелені листки з каштановими плямами тоді як нижні листи бордові. Листя росте прямо зі стебла.

## Поширення та середовище існування
Росте у тропічних країнах з спекотним та вологим кліматом. 

## Практичне використання
Використовується як приправа у кухнях Південно-східної Азії. Має пряний терпкуватий смак.
Містить альдегіди: додеканол (44%), деканал (28%).
Також вирощують як декоративну рослину поза тропіками.

## Гірчак запашний у віруваннях
У В'єтнамі вірять, що гірчак запашний притлумлює сексуальне бажання. Його вирощують при буддистських монастирях, щоб ченцям легше було дотримуватися целібату.